# مقدمه‌ای بر روایت در ادبیات و سینما
مقدمه ای بر روایت در ادبیات و سینما کتابی از یاکوب لوته با ترجمهٔ امید نیک فرجام است که در سال ۱۳۸۶ منتشر و در مراسم کتاب سال جمهوری اسلامی ایران به‌عنوان کتاب برگزیده معرفی شد.